# Église Saint-Jean-Berchmans de Vilvorde
Pour les articles homonymes, voir Église Saint-Jean-Berchmans.
L'église Saint-Jean-Berchmans de Vilvorde (en néerlandais : parochiekerk Sint-Jan-Berchmans...) est une église néerlandophone qui a été détruite au XXIe siècle.
Cette église était situé dans la commune de Vilvorde, au numéro 248 de la Streekbaan. Elle desservait le quartier de Beauval.

## Histoire
En 1953, une grange est transformée en église : l'église paroissiale Saint-Jean Berchmans. Elle accueille francophone et néerlandophone. C'est sur cette grange que se trouvait l'indication Beauval qui a donné le nom au quartier. Cette grange faisait partie d'une ferme datant de 1769.
Bien que Beauval soit à majorité francophone, ce qui est toujours le cas,, à la suite des événements de l'affaire de Louvain et à des actions du Vlaamse Militanten Orde, en 1968 les messes en français sont interdites à l'église Saint-Jean Berchmans,. L'église Saint-Jean-Berchmans n'abritait alors presque plus de fidèle. Les francophones construisent alors leur propre église : l'église Pacem In Terris.
En 2014, la paroisse est fusionnée avec celle de Koningslo (paroisse Saint-Louis de Gonzague) et Strombeek-Bever (Paroisse Saint-Amand),,. L'église fut alors détruite.

## Bâtiment
C'était une église moderne qui comportait notamment une ossature métallique servant de clocher.